# Mykola Tomyn
Mykola Mykolayevich Tomyn (em russo: Микола Миколайович Томин: Zaporizhzhia, 28 de dezembro de 1948) é um ex-handebolista soviético, atuava como goleiro, campeão olímpico.
Mykola Tomyn fez parte do elenco campeão olímpico de handebol nas Olimpíadas de Montreal de 1976, e prata em Moscou 1980, ele atuou em 12 partidas.